# Thaddeus Cahill
Thaddeus Cahill (Iowa, 1867 – 1934) fue un importante inventor de comienzos del siglo XX. Se le reconoce de modo generalizado por la invención del primer instrumento musical electromecánico, que él denominó el telharmonium.  Cahill tenía grandes esperanzas depositadas en este invento. Quería que la música del telharmonium sonara en hoteles, restaurantes, teatros e incluso en las casas a través de la línea telefónica. Con un peso de 7 toneladas y un precio de $200.000, solo tres telharmoniums fueron construidos, y la gran visión de Cahill nunca se materializó. Su idea solo se hizo realidad cerca de un siglo después gracias a la llegada del streaming.